# ÂA
Pour les articles homonymes, voir AA.
Adam La Nuit (anciennement ÂA), né à Liège le 1er octobre 1992, est un chanteur belge d’origine congolaise (RDC).

## Biographie
ÂA est né à Liège, en Belgique, et a grandi à Kinshasa avec sa mère.
Sa musique est influencée par tous les styles qui ont bercé son enfance, le R'n'B, le hip hop, mais également la pop, la rumba congolaise chantée en lingala et la musique libanaise.
Il revient en Belgique à l'adolescence, à la mort de son père.
Son premier EP ÂAnimé sort en octobre 2020.
En 2022 il sort son premier Album « Chemin Acide » cet album est composé de 12 titres dont plusieurs quelques un déjà présent sur l’EP « Animé ».

## Distinction
En 2021, il est nommé aux Octaves de la musique dans la catégorie Musiques urbaines pour son EP ÂAnimé.
En 2023 il remporte le Golden Afro Artistic Award de l'artiste émergeant de l'année 

## Discographie
ALBUM
- 2022 : Chemin Acide
- 2024 : Salle 1 : La beauté de ma colère

### EP
- 2020 : ÂAnimé
- 2023 : Tendresse et Autres Merveilleux Dangers

### Singles
- 2019 : Marée Basse
- 2020 : L'ignorance et la peur
- 2020 : Toi l'amour
- 2020 : Tout va bien
- 2020 : C'est pour quand
- 2020 : Solitude
- 2022 : Barbelés
- 2023 : Océan
- 2024 : NOM-DU-PERE
- 2024 : Fiyah